# 턱목뿔근
턱목뿔근(mylohyoid muscle, diaphragm oris), 또는 악설골근은 목에 위치한 한 쌍의 근육이다. 턱목뿔근은 아래턱뼈에서 목뿔뼈까지 이어져 구강의 바닥을 형성한다. 턱끝밑삼각의 바닥을 형성한다. 삼키거나 말할 때 중요한 목뿔뼈와 혀를 들어올리는 작용을 한다.

## 구조
턱목뿔근은 평평하고 삼각형 모양이다. 턱두힘살근 앞힘살의 바로 위에 위치하고 있다. 발생 시 첫째 인두활에서 파생된 근육이며 목뿔뼈 위에 위치한 목의 근육인 목뿔위근육 중 하나로 분류된다. 한 쌍의 턱목뿔근은 함께 구강에서 근육으로 이루어진 바닥을 형성한다.
두 개의 턱목뿔근은 아래턱뼈의 턱목뿔근선에서 일어나며, 이는곳은 아래턱뼈의 턱뼈결합에서 뒤쪽의 마지막 어금니까지 이어진다. 뒤쪽 근육 섬유는 아래안쪽으로 주행하여 목뿔뼈의 앞쪽 표면에 닿는다. 2개의 턱목뿔근의 안쪽 섬유는 정중선의 솔기(raphe, 두 근육이 서로 맞물리는 곳)에서 하나로 합쳐진다.
턱목뿔근은 턱밑공간과 혀밑공간을 나누는 선이 된다. 턱밑공간은 턱목뿔근과 목뿔혀근 간의 가쪽에 빈 공간을 통해 교통한다. 턱밑샘은 턱목뿔근의 가장자리를 감싸며 근육의 위와 아래에 있는 얕은 엽과 깊은 엽으로 나뉜다.

### 신경 공급
턱목뿔근에는 아래턱신경의 가지인 아래이틀신경이 분포한다. 턱목뿔근에 운동 신경 섬유를 내어 분포하는 턱목뿔근신경은 아래이틀신경의 가지이다.

### 발생
턱목뿔근은 배아의 중배엽, 특히 첫째 인두활에서 발생한다.

### 변이
턱목뿔근은 턱두힘살근의 앞힘살에 합쳐지거나 앞힘살에 의해 대체될 수 있다. 다른 목뿔뼈 근처 근육으로의 보조 슬립(slip)이 자주 발생한다. 양쪽 힘살이 합쳐지는 중앙의 솔기는 때때로 존재하지 않으며, 이 경우 두 근육의 섬유가 연속적이다. 턱목뿔근의 변이 자ㅔ는 일반적이지 않다. 일부 사람들에게는 붙는 곳, 신경 분포, 기능이 모두 같은 덧턱목뿔근(accessory mylohyoid muscle)이 나타났다. 턱목뿔근은 앞쪽 부분과 뒤쪽 부분으로 나누어질 수 있으며, 혀밑샘이 이 두 부분 사이의 공간을 차지한다.
혀밑샘, 혈관, 지방의 탈장이 턱목뿔근을 통해 존재할 수 있으며 연구에 따르면 10-50%의 사람들에서 이런 현상이 보고된다.

## 기능
턱목뿔근은 목뿔뼈와 혀를 들어 올린다. 이 작용은 뭔가를 삼키거나 말할 때 특히 중요하다. 또는, 목뿔뼈의 위치를 고정하기 위해 다른 근육이 작용하고 있는 경우, 턱목뿔근은 아래턱뼈를 내린다. 구강의 바닥을 보강하는 역할도 한다.

## 임상적 중요성
턱목뿔근은 CT나 MRI로 영상을 얻을 수 있다. 턱목뿔근은 아래쪽의 턱밑공간을 위의 혀밑공간과 나눈다.턱목뿔근의 뒤쪽 경계 주변에서 이 두 공간은 서로 교통한다. 감염, 특히 치성 감염(치아 감염)은 이 두 공간 사이의 교통을 통해 한 공간에서 다른 공간으로 퍼질 수 있으며, 감염 확산에 대한 약간의 장벽 역할을 하는 턱목뿔근을 대신 관통할 수도 있다. 턱목뿔근의 닿는곳인 아래턱뼈의 턱목뿔근선은 아래턱뼈의 뒤쪽으로 갈수록 더 위쪽에 있기 때문에, 뒤쪽 치아가 감염되면 턱밑공간으로 빠져나가기 쉽고, 앞쪽 치아 감염 시에는 혀밑공간으로 배출될 가능성이 더 크다. 치아의 꼭대기는 턱목뿔근선 근처, 아래 또는 위에 있을 가능성이 더 높기 때문이다.

## 역사
턱목뿔근은 'diaphragm oris'라는 이름으로도 알려져 있다. 한편, 'mylohyoid'라는 이름은 어금니 근처에 두 개의 붙는 곳이 있어 붙여졌다. 'mylo'는 '어금니'라는 뜻의 그리스어 단어에서 유래했다.

## 추가 이미지

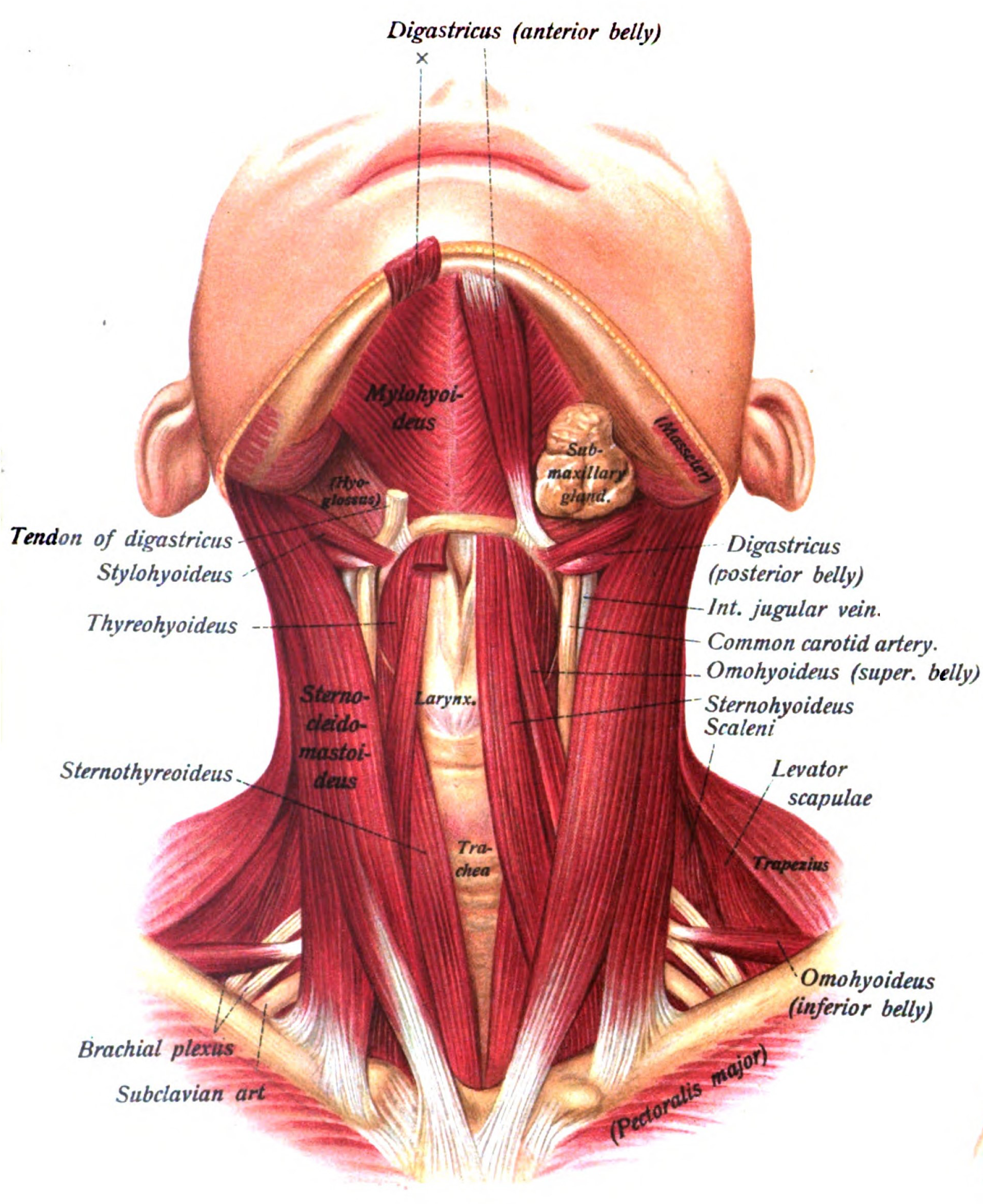
앞에서 본 그림.
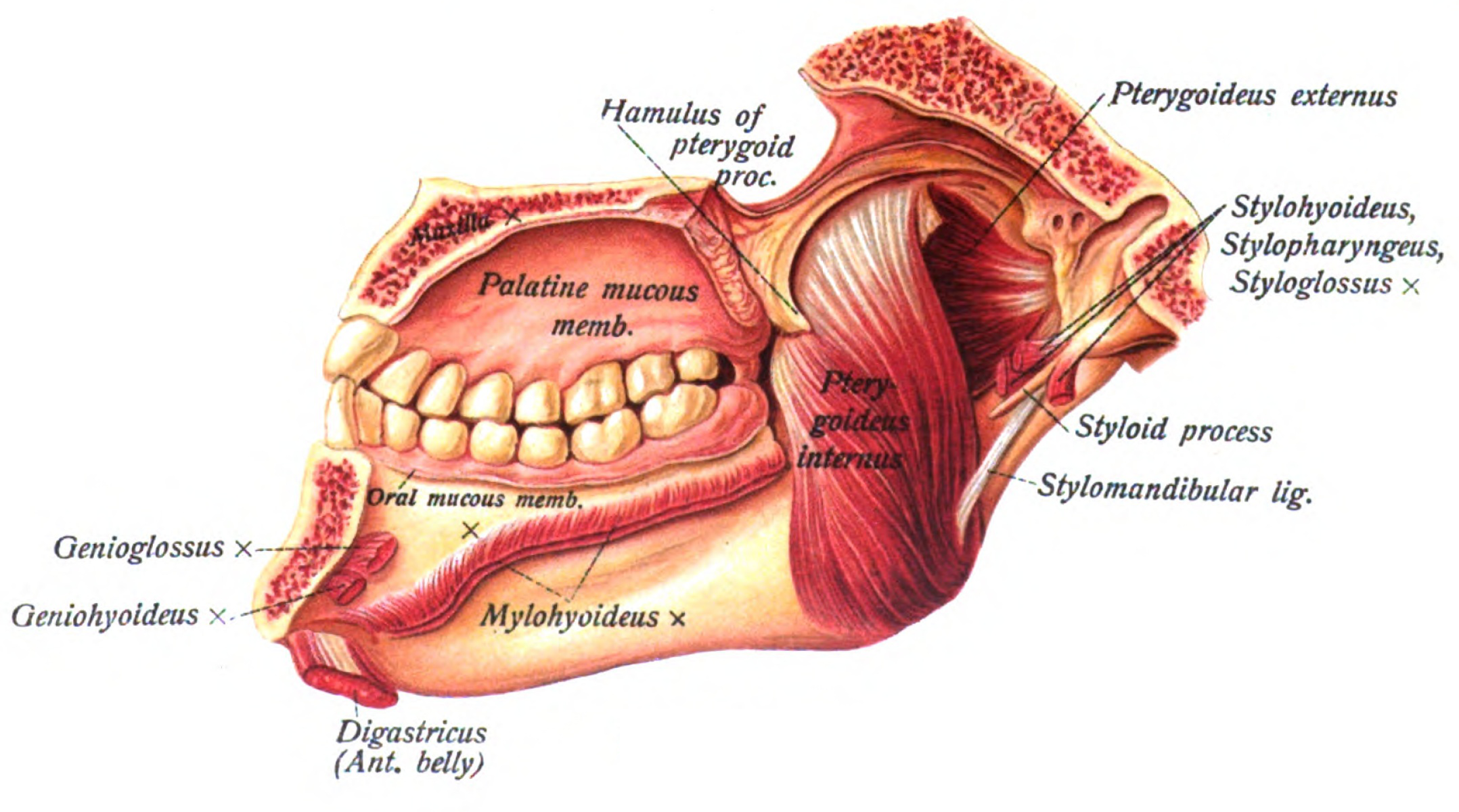
안쪽에서 본 그림.
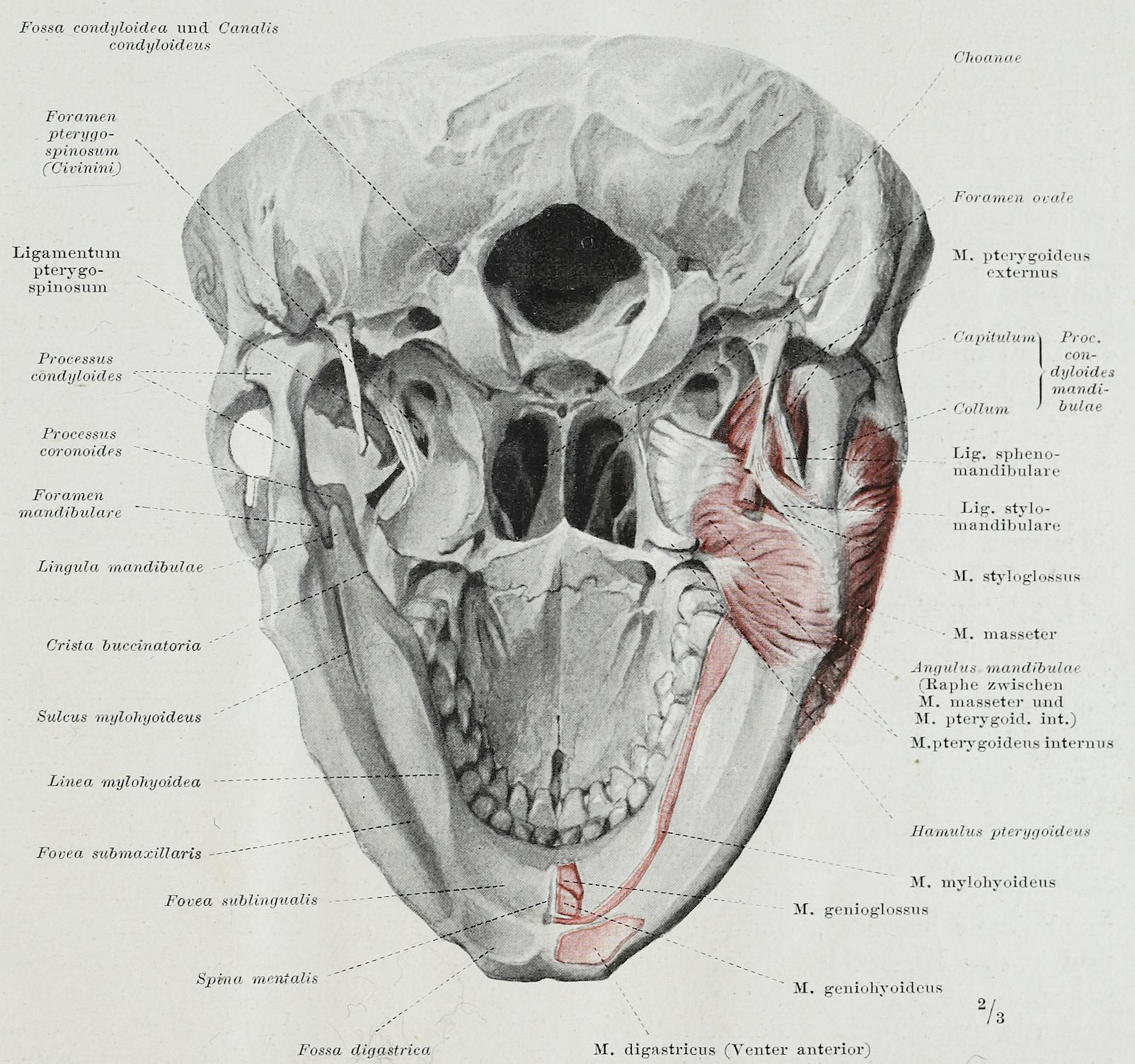
아래에서 본 턱목뿔근의 모습.
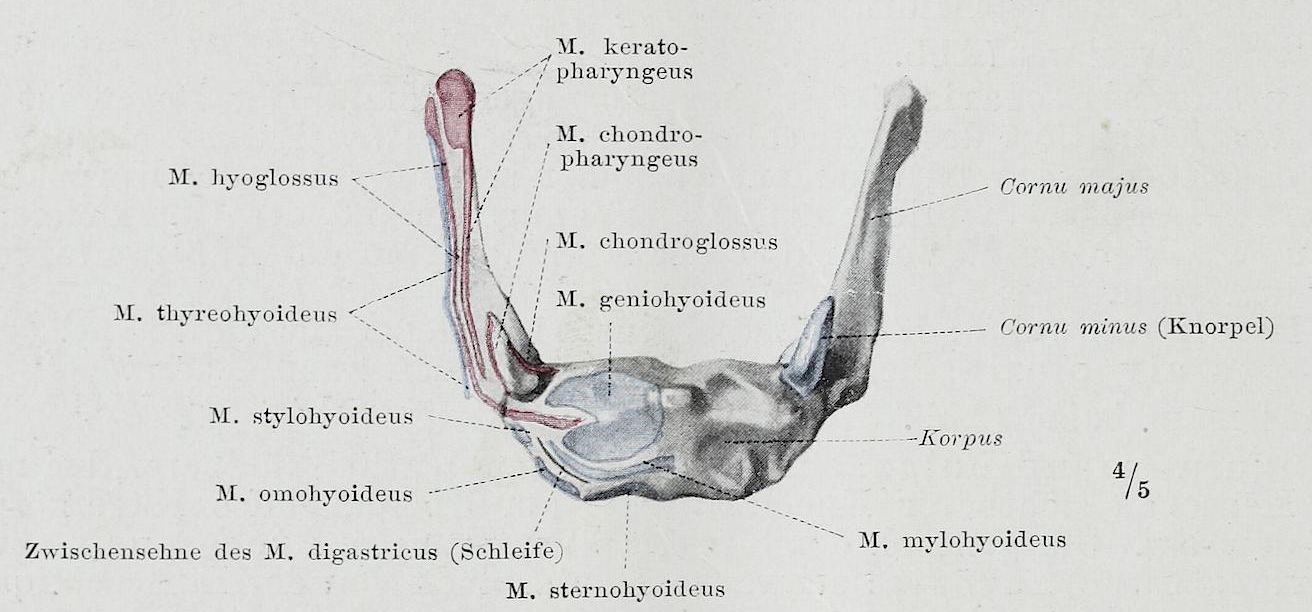
목뿔뼈에 표시된 턱목뿔근의 닿는곳.
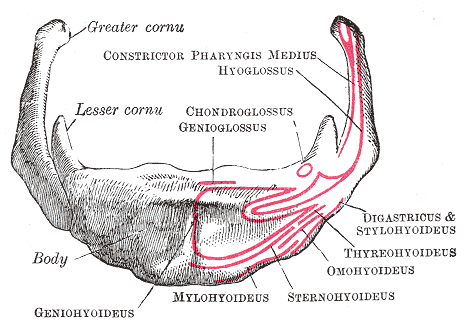
목뿔뼈 앞면.
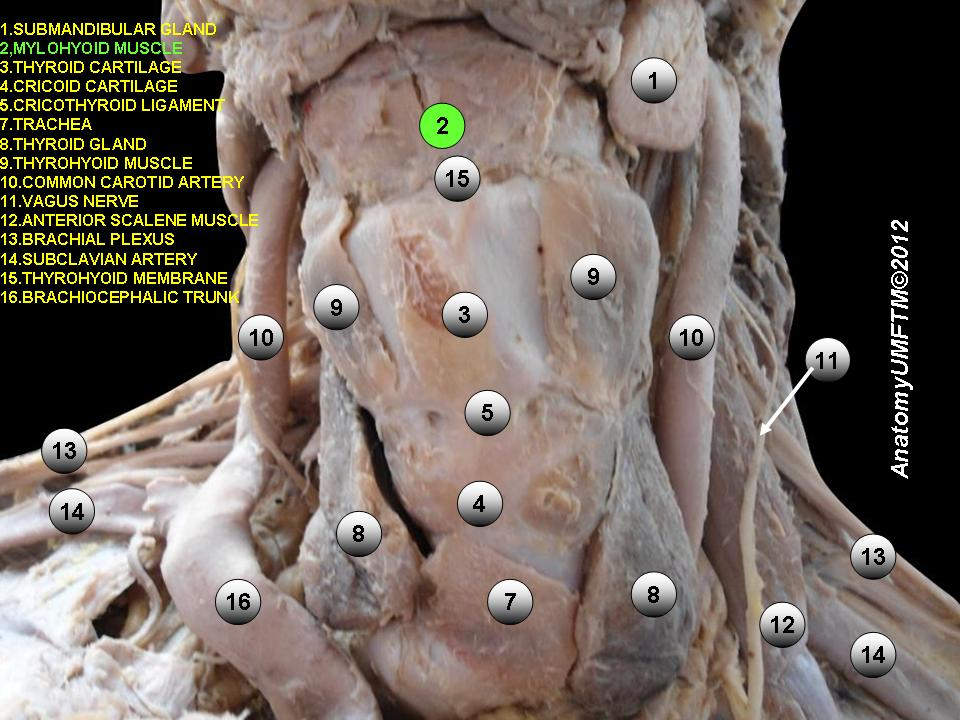
턱목뿔근.

## 참고 문헌
- Drake, Richard L.; Vogl, Wayne; Tibbitts, Adam W.M. Mitchell (2005). 《Gray's anatomy for students》. Philadelphia: Elsevier/Churchill Livingstone. ISBN 978-0-443-06612-2.
- Herring, Margaret J.; Fehrenbach, Susan W. (2013). 《Illustrated anatomy of the head and neck》 4판. St. Louis, MO: Elsevier/Saunders. ISBN 978-1-4377-2419-6.
- 이 문서는 현재 퍼블릭 도메인에 속하는 그레이 해부학 제20판(1918) page 393의 내용을 기초로 작성된 글이 포함되어 있습니다.